# Duciomar Costa
Duciomar Gomes da Costa (Bragança, 17 de agosto de 1955) mais conhecido como Duciomar Costa ou somente Duciomar é um jurista, empresário e político brasileiro filiado ao Partido Renovação Democrática. Foi deputado estadual e senador pelo Pará, e vereador e prefeito do município de Belém.

## Biografia
Duciomar Costa nasceu no então distrito de Tracuateua, pertencente a Bragança, filho de Antonio Costa e de Maria Lima da Costa. Em sua cidade natal, o político cursou o primeiro grau na Escola Coronel Pinheiro Júnior, prosseguindo os estudos em Belém, aonde concluiu o segundo grau com técnico em Contabilidade no Colégio Padre Antônio Vieira. Por fim, Duciomar graduou-se em Ciências Jurídicas pela Universidade da Amazônia (UNAMA).
Duciomar é casado com Elaine Baia Pereira e ex-marido de Maria da Silva Costa, com quem teve três filhas.

## Trajetória política
Duciomar Costa iniciou sua trajetória política em Belém. Elegeu-se pela primeira vez como vereador no ano de 1988, com 1.384 votos, e foi reeleito em 1992, com cerca de cinco mil votos, exercendo os dois mandatos entre 1 de janeiro de 1989 e 31 de janeiro de 1995.
Em 1994, concorreu ao cargo legislativo de deputado Estadual pelo Partido Progressista (PP), eleito com 10 mil votos. No ano de 1998, Duciomar foi reeleito com 37 mil votos, mas desta vez filiado ao Partido Social Democrático (PSD).
Já em 2002, quando havia duas vagas para o senado, Ana Júlia Carepa, do PT, recebeu a primeira colocação, seguida por Duciomar, ambos eleitos com pouco mais de um milhão de votos. No Senado Federal, Duciomar foi membro da comissão mista de orçamento e educação, além  de líder da bancada do Partido Trabalhista Brasileiro (PTB). No segundo ano como senador, o político renunciou o mandato após vencer a eleição para prefeito de Belém, deixando a vaga para o suplente Flexa Ribeiro.
Em 2004, Duciomar Costa foi eleito para a prefeitura de Belém, derrotando a oponente Ana Júlia Cerepa no segundo turno. Reelegeu-se em 2008, alcançando cerca de 60% dos votos, contra José Priante, também no segundo turno. Durante seus mandatos, iniciou obras como o Portal da Amazônia; a ampliação da Avenida Duque de Caxias, da Av. Marques de Herval, e do binário da Pedro Álvares Cabral e Senador Lemos, da Av. João Paulo Segundo; a pavimentação asfáltica de 39 conjuntos habitacionais; a duplicação da Avenida Estrada Nova, no bairro do Jurunas; e a implantação das academias nas praças da cidade de Belém. Além disso, no último ano de seu mandato construiu o elevado do entroncamento e iniciou as obras do BRT Belém. Apesar das iniciativas, o político é acusado pelo Ministério Público Federal (MPF) de fraude e corrupção em grande parte das construções, passando pela condenação em diferentes processos, que investigaram sua atuação durante o tempo em exercício na prefeitura de Belém.

## Controvérsias
Duciomar Gomes da Costa já responde a um total de pelo menos 20 processos judiciais, apenas em âmbito federal. Entre os processos listados pelo MPF, aglomeram-se ajuizamentos pertencentes tanto à esfera criminal quanto à esfera cível, principalmente pela acusação de improbidade administrativa, apontando o mau uso de verbas destinadas pelo Governo Federal. Diante disso, em 2013, Duciomar teve os direitos políticos cassados por cinco anos, recebeu uma multa de 50 mil reais por irregularidades e pela não conclusão de obras de convênios com o Governo Federal, além da responsabilidade de arcar com a reposição dos prejuízos feitos aos cofres públicos.
O processo mais antigo respondido pelo político, iniciado em 2006, trata do mau uso de diversos veículos de transporte adquiridos pela Prefeitura Municipal de Belém (PMB) com recursos federais transferidos pelo Sistema Único de Saúde (SUS) e pelo Fundo Nacional de Saúde (FNS). Estes deveriam ser utilizados pela Secretaria Municipal de Saúde (Sesma) para ações e serviços de vigilância epidemiológica e sanitária, mas foram desviados para uso da Guarda Municipal de Belém (GBel). A mesma acusação foi feita em 2008, na esfera criminal.
Em 2017, Duciomar foi preso temporariamente no âmbito da Operação Forte de Castelo, chegando até a polícia federal em uma cadeira de rodas motorizada. Além do ex-deputado, foram detidos preventivamente a esposa Elaine Baia Pereira e a irmã Elza Baia Pereira, sócias das empresas SBC Sistema Brasileiro de Construção e Metrópole Construção e Serviços de Limpeza; e Délcio Donato Pantoja Oliveira, dono da empresa ST Sistemas e Transportes. Apontado como líder da quadrilha, Duciomar, assim como os demais sujeitos, é acusado por fraudes em licitações, crimes de apropriação de recursos públicos, corrupção e associação criminosa. A irregularidade administrativa por parte dos envolvidos causou, segundo as autoridades, um prejuízo de 400 milhões de reais, incluindo recursos federais do Programa de Aceleração do Crescimento (PAC), convênios celebrados com o Ministério do Esporte e repasses do Banco Nacional do Desenvolvimento (BNDES) e do Fundo Nacional de Saúde (FNS).
Em maio de 2019, a Justiça Federal acatou o pedido do Ministério Público Federal  e condenou o ex-prefeito de Belém, Duciomar Costa a cinco anos de detenção em regime semiaberto, ajuizado pelo crime de dispensa indevida de licitação na tentativa de compra do Hospital Sírio-Libanês, em 2005, devido à falta de comprovação da necessidade de compra do hospital pelo município.

### Falso médico
Antes de entrar na política, Duciomar Costa exercia, mesmo sem diploma, o profissão de oftalmologista. Em 1986, foi denunciado pelo Ministério Público Federal pela prática do crime de que trata o art. 304, combinado com o art. 297 e 299, 304 e 297, todos do Código Penal Brasileiro, e art. 47 da Lei de Contravenções Penais, acusado de obter, mediante fraude, registro profissional no Conselho Regional de Medicina desta Capital, usando para tal um diploma falso que o dava como graduado em Medicina. A denúncia, instruída com os autos de IPL número 140/85-SR/DPF/PA, foi recebida pelo despacho proferido em 6 de junho de 1986, fls. 225. Duciomar fora condenado a três anos de reclusão em regime aberto, além de pagamento de multa, em sentença dada pelo Juiz Federal Edison Messias de Almeida.